# Zanthoxylum integrifolium
Zanthoxylum integrifoliolum es una especie de arbusto perteneciente a la familia de las rutáceas. Es nativa de Filipinas y Taiwán. 

## Distribución
En Taiwán, la especie está limitada a las áreas forestales en la Isla Orquídea, donde solo existen unos 250 individuos.

## Taxonomía
Zanthoxylum integrifoliolum fue descrita por (Merr.) Merr. y publicado en An Enumeration of Philippine Flowering Plants 2: 327, en el año 1923.
Sinonimia
- Fagara integrifolia Merr.[3]